# Kia Carens
Kia Carens er en personbilsmodel fra bilfabrikanten Kia Motors, som i Nordamerika sælges under betegnelsen Rondo. Modellen bygges i dag i fjerde generation og var fabrikantens første kompakte MPV. Den første generation kom på markedet i april 1999. I 2002 gennemgik Carens et facelift og gik ind i anden generation. Den tredje generation introduceredes i 2006 og produceredes frem til foråret 2013, hvor fjerde generation blev introduceret.

## Carens I (1999−2002)
Den første generation af Carens kom på markedet i 1999 og blev bygget de følgende tre år. Modellens firecylindrede 1,8-liters benzinmotor ydede 81 kW (110 hk).

### Tekniske specifikationer[1]
| Model | Cylindre | Ventiler | Slagvolume cm³ | Max. effekt kW (hk) / omdr. | Max. drejningsmoment Nm / omdr. | 0-100 km/t sek. | Topfart km/t | Byggeår     |
| ----- | -------- | -------- | -------------- | --------------------------- | ------------------------------- | --------------- | ------------ | ----------- |
| 1.8   | 4        | 16       | 1793           | 81 (110) / 5750             | 151 / 4500                      | 11,3            | 185          | 1999 − 2002 |

## Carens II (2002−2006)
Carens gennemgik et kraftigt facelift i 2002. Den anden modelgeneration så optisk betydeligt mere moderne ud end forgængeren, og blev uden større modifikationer bygget frem til 2006.

### Tekniske specifikationer[1]
| Model         | Cylindre | Ventiler | Slagvolume cm³ | Max. effekt kW (hk) / omdr. | Max. drejningsmoment Nm / omdr. | 0-100 km/t sek. | Topfart km/t | Byggeår     |
| ------------- | -------- | -------- | -------------- | --------------------------- | ------------------------------- | --------------- | ------------ | ----------- |
| Benzinmotorer |          |          |                |                             |                                 |                 |              |             |
| 1.6           | 4        | 16       | 1594           | 77 (105) / 5800             | 141 / 4700                      | 13,5            | 172          | 2002 − 2006 |
| 1.8           | 4        | 16       | 1793           | 93 (126) / 6000             | 162 / 4900                      | 12,0            | 177          | 2002 − 2006 |
| 2.0           | 4        | 16       | 1975           | 102 (139) / 6000            | 175 / 4500                      | 10,6            | 185          | 2002 − 2006 |
| Dieselmotorer |          |          |                |                             |                                 |                 |              |             |
| 2.0 CRDi      | 4        | 16       | 1991           | 83 (113) / 4000             | 245 / 2000                      | 13,5            | 172          | 2002 − 2005 |
| 2.0 CRDi      | 4        | 16       | 1991           | 103 (140) / 4000            | 305 / 1800                      |                 | 190          | 2005 − 2006 |

## Carens III (2006−2013)
Den tredje modelgeneration af Kia Carens præsenteredes på Salon International del Automovil de Madrid den 25. maj 2006. Bilen var komplet nyudviklet og baseret på platformen fra Kia Magentis. I Kias modelprogram var Carens III ved introduktionen placeret mellem den lille mellemklassebil cee'd og den større MPV Carnival. Carens fandtes med såvel fem som syv siddepladser.
Motorprogrammet omfattede en 2,0-liters benzinmotor med 106 kW (144 hk) samt en 2,0-liters commonrail-dieselmotor med 103 kW (140 hk). Benzinmotoren var kombineret med en femtrins manuel gearkasse, mens dieselmotoren havde seks gear. Begge motorer kunne som alternativ udstyres med firetrins automatgear.
I slutningen af 2010 fik Carens et facelift, som udefra kunne kendes på en ny kølergrill. Motorprogrammet blev ligeledes ændret og omfattede nu to benzinmotorer på 1,6 og 2,0 liter med 97 kW (132 hk) hhv. 106 kW (144 hk) samt en 1,6-liters dieselmotor med 85 kW (115 hk) eller 94 kW (128 hk).
I USA hed modellen Rondo og fandtes med følgende benzinmotorer:
- 2,4 R4 129 kW (175 hk)
- 2,7 V6 141 kW (192 hk)

### Sikkerhed
Modellen blev i 2007 kollisionstestet af Euro NCAP med et resultat på fire stjerner ud af fem mulige.

### Tekniske specifikationer[1]
| Model         | Cylindre | Ventiler | Slagvolume cm³ | Max. effekt kW (hk) / omdr. | Max. drejningsmoment Nm / omdr. | 0-100 km/t sek. | Topfart km/t | Byggeår     |
| ------------- | -------- | -------- | -------------- | --------------------------- | ------------------------------- | --------------- | ------------ | ----------- |
| Benzinmotorer |          |          |                |                             |                                 |                 |              |             |
| 1.6           | 4        | 16       | 1591           | 97 (132) / 6300             | 157 / 4200                      | 11,6            | 178          | 2010 − 2013 |
| 2.0           | 4        | 16       | 1998           | 106 (144) / 6000            | 189 / 4250                      | 11,0            | 190          | 2006 − 2013 |
| Dieselmotorer |          |          |                |                             |                                 |                 |              |             |
| 1.6 CRDi      | 4        | 16       | 1582           | 85 (115) / 4000             | 260 / 1900                      | 12,8            | 177          | 2010 − 2013 |
| 1.6 CRDi      | 4        | 16       | 1582           | 94 (128) / 4000             | 260 / 1900                      | 12,5            | 181          | 2010 − 2013 |
| 2.0 CRDi      | 4        | 16       | 1991           | 103 (140) / 4000            | 305 / 1800                      | 11,0            | 187          | 2006 − 2010 |

## Carens IV (2013−2019)
Den fjerde modelgeneration af Carens blev præsenteret på Paris Motor Show 2012. Modellen er ca. 20 mm kortere, 15 mm smallere og 40 mm lavere end forgængeren, men til gengæld er akselafstanden 50 mm større med i alt 2,75 m.
Carens IV findes med to benzin- og én dieselmotor. Benzinmotorerne på 1,6 og 2,0 liter med direkte indsprøjtning yder 99 kW (135 hk) hhv. 130 kW (177 hk), mens dieselmotoren på 1,7 liter findes i to effekttrin, 85 kW (115 hk) og 100 kW (136 hk).
I USA markedsføres modellen foreløbig ikke længere.

### Sikkerhed
Modellen blev i 2013 kollisionstestet af Euro NCAP med et resultat på fem stjerner ud af fem mulige.

### Tekniske specifikationer[9]
| Model         | Cylindre | Ventiler | Slagvolume cm³ | Max. effekt kW (hk) / omdr. | Max. drejningsmoment Nm / omdr. | 0-100 km/t sek. | Topfart km/t | Byggeår |
| ------------- | -------- | -------- | -------------- | --------------------------- | ------------------------------- | --------------- | ------------ | ------- |
| Benzinmotorer |          |          |                |                             |                                 |                 |              |         |
| 1.6 GDI       | 4        | 16       | 1591           | 99 (135) / 6300             | 165 / 4850                      | 10,9            | 185          | 2013 −  |
| 2.0 GDI1      | 4        | 16       | 1999           | 130 (177) / 6300            | 211 / 4850                      | 9,2             | 203          | 2013 −  |
| Dieselmotorer |          |          |                |                             |                                 |                 |              |         |
| 1.7 CRDi      | 4        | 16       | 1685           | 85 (115) / 4000             | 260 / 1250 − 2750               | 12,6            | 181          | 2013 −  |
| 1.7 CRDi man. | 4        | 16       | 1685           | 100 (136) / 4000            | 330 / 2000 − 2500               | 10,0            | 191          | 2013 −  |
| 1.7 CRDi aut. | 4        | 16       | 1685           | 100 (136) / 4000            | 320 / 1750 − 2500               | 11,6            | 186          | 2013 −  |

1 Denne motor findes ikke på det danske modelprogram